# 블로우 (영화)
《블로우》(영어: Blow)는 미국에서 제작된 2001년 전기 범죄 드라마 영화이다. 테드 데미가 연출과 제작을 맡았고, 조니 뎁, 페넬로페 크루스 등이 출연하였다. 콜롬비아 마약왕 파블로 에스코바르 등과 얽혔던 미국인 마약 밀매 업자 조지 영의 실화에 기반하였다.

## 출연진
- 조니 뎁
  - 제시 제임스
- 페넬로페 크루스
- 프랑카 포텐테
- 레이철 그리피스
- 폴 루번스
- 조르디 몰랴
- 클리프 커티스
- 맥스 펄리치
- 미겔 샌도벌
- 이선 수플리
- 레이 리오타
- 엘리자베스 로드리게스
- 케빈 게이지
- 토니 아멘돌라
- 보브캣 골드스웨이트
- 마이클 투치
- 모네이 메이저
- 롤라 글로디니
- 에마 로버츠
  - 제이미 킹

## 기타 제작진
- 협력 제작: 트레이시 팰코, 수전 맥너마라
- 배역: 에이비 코프먼
- 미술: 마이클 Z. 해넌
- 의상: 마크 브리지스